# Village Superstars F.C.
El Village Superstars Football Club es un equipo de fútbol de San Cristóbal y Nieves y milita en la SKNFA Superliga. En la temporada 2008-09 decidió no participar por un conflicto entre los equipos y la Asociación de Fútbol de San Cristóbal y Nieves.
Su sede es la ciudad de Basseterre.

## Palmarés
- SKNFA Superliga: 9

1978, 1980, 1991, 2002-03, 2004-05, 2005-06, 2010-11, 2017-18, 2023
- Copa de San Cristóbal y Nieves: 4

2003, 2004, 2011, 2017

## Participación en competiciones de la CONCACAF
| Temporada | Torneo                              | Ronda         | Club              | Resultado                          |
| --------- | ----------------------------------- | ------------- | ----------------- | ---------------------------------- |
| 2024      | CONCACAF Caribbean Club Shield 2024 | Dieciseisavos | America des Cayes | w/o                                |
| 2024      | CONCACAF Caribbean Club Shield 2024 | Octavos       | Dublanc FC        | 2-2 (Dublanc ganó 5-3 en penaltis) |